# Жора-де-Сус
Жора-де-Сус (рум. Jora de Sus) — село в Оргіївському районі Молдови. Входить до складу комуни, адміністративним центром якої є село Жора-де-Міжлок.

## Населення
За даними перепису населення 2004 року у селі проживали 903 особи.
Національний склад населення села:
| Національність   | Кількість осіб | Відсоток   |
| ---------------- | -------------- | ---------- |
| молдавани румуни | 894 3          | 99,0% 0,3% |
| українці         | 4              | 0,4%       |
| гагаузи          | 1              | 0,1%       |
| поляки           | 1              | 0,1%       |
| Всього           | 903            | 100%       |